# Kościół św. Stanisława Kostki w Rzystnowie
Kościół św. Stanisława Kostki w Rzystnowie – neogotycki kościół  filialny z 1858 roku, położony w Rzystnowie, w województwie zachodniopomorskim, w powiecie goleniowskim, w gminie Przybiernów. Kościół przynależy do parafii Chrystusa Króla w Żarnowie w dekanacie Wolin. 

## Opis
Kościół zbudowany jest w stylu neogotyckim na 
planie prostokąta z wydzielonym trójbocznym prezbiterium, w którym znajdują się w trzech oknach witraże ze sceną ukrzyżowania Chrystusa. W bocznym ołtarzu stoi figura Stanisława Kostki.  
Po stronie zachodniej stoi przyległa drewniana wieża kościelna zwieńczona dachem hełmowym. 
Pokryciem budowli jest dach dwuspadowy. 

## Historia
Kościół zbudowany został w roku 1895. W czasach powojennych kościół poświęcony został 1 października 1946 roku.